# Хетитски језик
Хетитски језик је ишчезли индоевропски језик из групе анатолских језика, којим су се користили Хетити. Најстарији запис неког индоевропског језика (Анитина плоча) је управо на хетитском језику, и датује из 17. века п. н. е. У развоју језика издвајају се три периода: старохетитски (1650—1450. п. н. е.), средњохетитски (1450—1380. п. н. е.) и новохетитски језик (1380—1175. п. н. е.). Хетитски је коришћен углавном у хетитском царствима са седиштем у Хатуши, али и у областима северне Месопотамије и северног Леванта. Језик Хетита (изворно 𒉈𒅆𒇷 нешил / "језик Неша" или нешули / " језик народа Неша") још знан и као језик Канеша, био је језик којим су говорили Хетити, народ који је живео у време бронзаног доба у Анатолији. Овај народ створио је јаку државу са центром у Хатуши, као и у деловима северног Леванта и северне Месопотамије. Овај језик, који је припадао индоевропској групи језика, одавно је изумро, једини доказ његовог постојања данас јесу сведочанства написана на клинастом писму која датирају из периода од 17. до 13. века п. н. е., са изолованим хетитским позајмљеницама и бројним личним именима, која се појављују у староасирском контексту још у 20. веку п. н. е., чине га најраније забележеним индоевропским језиком.
Са касним Бронзаним добом, језик Хетита је почео да губи на знчају, а језик Лувијана долази на његово место. У 13. веку п. н. е., запажа се да је језик Лувијана био највише коришћени језик у Хетитској престоници Хатуши. Након распада Новохетитског краљевства, на крају бронзаног доба, језик Лувијана, у раном гвозденом добу, постаје главни језик такозване Сиро-Хетитске државе, која се налазила у југозападној Анатолији и северној Сирији.

## Име
Језик Хетита (Хетитски) је модерни назив овог језика, који је базиран на индетификацији царств Хетита са библијским Хатићанима (библијски хебрејски: *חתים‎ Ḥittim), али касније, ова идентификација бива подвргнута преиспитивању. Термини Хетитски и Хатићански језик, за разлику од претходног, односе се на староседелачки народ који су претходили библијским Хатићанима и чији језик није припадао индоевропској групи језика.
У вишејезичким текстовима пронађеним на Хетитским локацијама, одељцима написаним на хетитском језику претходио је прилог nesili „у говору Неша (Канеша)“, који је био један важан град у раној фази старе хетитске краљевине. У једном случају био је означен и као Kanisumnili, односно, у говору као „језик народа Канеша“.
Иако је народ нове хетитске краљевине био састављен од многих различитих етницитета и језичких позадина, језик Хетита коришћен је у већини државничких списа. Упркос свим аргументима који су говорили против адекватности овог термина Хетитски (језик) остаје најактуелнији термин због своје конвенције и снажне повезаности са библијским Хатићанима. Ендонимијски термин Нешки (језик народа Неша) и његове англистичке варијације никада се нису задржале.

## Карактеристике
Именице у хетитском језику могу бити заједничког или средњег рода, а поседују два броја — једнину и множину (која је преузела и функцију двојине). Хетитски глаголи се могу разврстати у две (ми- и хи-) конјугације, а од глаголских облика поседују два начина (индикатив и императив), два вида (свршени и несвршени), два времена (презент и претерит) и два стања (активно и медио-пасивно).
Реченице у хетитском језику имају структуру субјекат-објекат-предикат. За разлику од осталих анатолских језика, у хетитском реченица често почиње речцом која повезује реченице.

## Дешифровање
Јирген Александер Нутзон први је, извесно, потврдио постојање језика Хетита 1902. године, у својој књизи о два писма између египатског краља и једног хетитског владара, која су пронађена у Ел-Амарни у Египту. Нутзон је тврдио да је језик Хатита припадао индоевропској групи језика, највише због његове морфологије. Иако није имао ни један двојезички текст, био је у могућности да пружи половичну интерпретацију два писма због њихове формалне природе дипломатских преписки тог периода. Његов аргумент није био признат у широј научној заједници, делимично јер се та морфолошка сличност између језика Хетита и индоевропских језика може пронаћи и изван ове групе језика. Такође, сама интерпретација ова два писма била је оправдано сматрана несигурном.
Нутзонова тврдња била је потврђена када је Хуго Винклер открио много плоча исписаних на познатом акадском клинастом писму, али на непознатом језику, на територији данашњег села Богазкој у Турској, које је некадашње налазиште Хатуше, главног града Хетитске државе. На основу овог обимног материјала Бедрих Хрозни успео је да анализира језик. У раду објављеном 1915. године, представио је своју тврдњу да овај језик јесте индоевропски, а ускоро (1917. године) објављује и граматику овог језика. Хрознијев аргумент који је говорио у прилог сврставања Хетитског језика у индоевропску групу био је изразито модеран, али није био довољно поткрепљен. Фокусирао се на изразите сличности индосинкратских аспеката морфологије за које је мање вероватно да ће се појавити независно од његовог истраживања или да ће бити позајмљени. Такође, је представио сет редовних звучних преписки. После кратког одлагања узрокованог Првим светским ратом, Хрознијево дешифровање, оквирна граматичка анализа и демонстрација хетитског језика као индоевропског брзо су била прихваћена и чвршће утемељена. Његову аргументацију чвршће је утемељио Едгар Х. Стјуртвент, који је написао прву, научно прихваћену, граматику хетитског језика са христоматијом и речником. 

## Класификација
Хетитски језик је један од анатолских језика и познат је по свом клинастом писму и натписима који су подигли хетитски краљеви. Писмо које је претходно било познато као „Хетитски хијероглифи“ сада је преименовано у лувијански хијероглифи.
За разлику од других индоевропских језика, Хетитски језик не разликује мушки и женски граматички род, такође, не препознаје конјуктив и потенцијал. Формулисане су бројне хипотезе како би се објасниле ове разлике.
Неки лингвисти, пре свега Едгар Х. Стјуртвент и Варен Когил, тврдили су да хетитски језик треба да буде класификован као сестрински језик праиндоевропских језика пре него језик који се родио из њих. Хипотеза о хетитском језику као индоевропском језику подразумева да у изворном (родитељски језик), индохетитског, недостајале карактеристике, које су недостајале и самом хетитском језику, а које су касније индоевропски језици који су настали из њега развили.
Други лингвисти, пак, постављају другу хипотезу у којој се претпоставља да је хетитски језик (или анатолски) потекао из прото-индоевропског директно као и сви сестрински језици или језичке групе. Разлике се могу оправдати дијалектом.
Како Крег Мелчерт наводи, тренутна тенденција је да се претпостави да је прото-индоевропски језик еволуирао као и да су се „праисторијски говорници“ анатолског језика изоловали од остатка прото-индоевропске говорне заједнице и због тога са њима нису поделили своје новитете. Хетитски и други анатолски језици одвојили су се од прото-индоевропских језика у раној фази. Хетитски је ипак задржао архаизме за које би се могло рећи да су се у осталим индоевропским језицима изгубили.
Хетитски језик има много позајмљеница, посебно у религијском вокабулару, из неиндоевропског, хуријског и хетијског језика. Поменути хетијски језик био је језик локалног становништва, пре него што су га Хетити преузели и раселили. Свети текстови и текстови о магији из Хатуше често су били писани на хетијском, хуријском и језику лувијана чак и након што је језик Хетићана постао норма свих других рукописа.
Хетитски језик традиционално је раслојен на стари хетитски, средњи хетитски и нови или неохетитски у односу на стару, средњу и нову краљевину хетитске историје (1750—1500. п. н. е, 1500-1430. п.н.е и 1430-1180. п. н. е.). Ове фазе разликују се како на језичкој тако и на полеографској основи.

## Писмо
Хетитски језик био је написан у једној адаптираној форми периферног акадског клинастог правописа са територије северне Сирије. Претежно слоговна природа овог писма чини тешким утврдити прецизне фонетске особине неких гласова хетитског језика.
Овај језик разликује следеће сугласнике (приметно је да је акадски скуп с гласова изгубљен):
b, d, g, ḫ, k, l, m, n, p, r, š, t, z,
у комбинацији са самогласницима а, е, и, у. Уводе се и, ya (= I.A : 𒄿𒀀), wa (= PI : 𒉿) and wi (= wi = GEŠTIN : 𒃾) знаци.
Акадска безвучна/звучна група гласова (к/г, п/б, т/д) не изражава овај контраст у писању, већ двоструки правопис у интервокалним позицијама представља безвучне сугласнике у индоевропским језицима(Стјуртвенсонов закон).

## Фонологија
Ограничења слоговног писма која помажу у одређивању природе фонологије хетитског језика више-мање су превазиђена помоћу упоредне етимологије и испитивања хетитских правописних конвенција. Сходно с тим, научници претпостављају да је хетитски језик поседовао следеће фонеме:

### Самогласници
| Самогласници | предњи | централни | задњи |
| ------------ | ------ | --------- | ----- |
| затворени    | и      |           | у     |
| средњи       | е      |           | (о)   |
| отворени     |        | а         |       |

- Дуги самогласници представљали су алтернативу за остале постојеће кратке самогласнике када је на њих утицао акценат.

- Други фонемски дуги самогласници ретко се јављају.

### Плозиви (праскави сугласници)
Хетијски језик имао је две групе самогласника, једну групу чији су самогласници увек у зависности од дужине сугласника писана дуплим словима у изворном писму и друга група самогласника која је увек била једноставна. У клинастом писму, сви сугласници, осим оних који при изговору клизе, могу бити дуплирани. Дуго се запажало да група у којој се због своје дужине сугласници дуплирају јесте она која је потекла из прото-индоевропских безвучних гласова, док једноставни праскави сугласници потичу и од звучних и безвучних гласова, ово се назива Стјуртвенсонов закон. Услед типолошких импликација Стјуртвенсоновог закона, разлика између ове две групе сугласника сматра се гласовном. Ипак, не постоји сагласност о овоме међу научницима, с обзиром да неки на разлику у групама гледају као на разлику у дужини што би дословно тумачење клинастог писма сугерисало.
Поборници ове разлике у дужини сугласника, углавном акцентују чињеницу да је акадски језик, језик из ког је хетитски позајмио клинасто писмо, имао нагласке, али да су се хетитски писари користили и звучним и безвучним гласовима наизменично.
Алвин Клокхорст је тврдио да је одсутност асимилације нагласака такође доказ да разлика ове две групе постоји само у дужини сугласника. Наглашава да реч "e-ku-ud-du - [ɛ́gʷtu]" не показује никакву асимилацију гласова. Ипак, ако је разлика гласовне природе, требало би очекивати слагање у гласовима, јер је познато да су предњонепчани и задњонепчани  праскави самогласници блиски с обзиром да у у овој речи не представља самогласник него лабијализација.

## Морфологија
Хетитски језик је најстарији, забележени, индоевропски језик. Недостају му пар граматичких делова који се могу пронаћи у другим раним забележеним индоевропским језицима као што су санскрит, латински, старогрчки, стари персијски и зенд језик. Оно што је такође значајно јесте да хетитски језик нема систем мушког и женског граматичког рода. Уместо тога има рудиментарни бескласни систем који је базиран на старијим опозицијама природног и неприродног.

### Именице
Хетитски језик има девет падежа: номинатив, генитив, датив-локатив, акузатив, латив, ергатив, алатив и инструментал; два броја: једнину и множину; и два рода природни (заједнички) и неприродни (средњи). Придеви и заменице слажу се са заједничким именицама, бројевима и падежима. Разлика у заједничком роду је основна и углавном се јавља у номинативу, такође, иста именица је некад запажена и у оба рода. Постоји тренд ка томе да се разликује неколицина падежа у множини, док је већина у једнини, као и тренд ка томе да се успостави множина неколицине падежа. Падеж ергатив коришћен је када је именица средњег рода субјект прелазног глагола. Рани хетитски текстови имали су вокатив за мали број именица са суфиксом у, али је престао да се користи у време настанка извора новијег датума и био је подведен под номинатив у већини докумената. Падеж алатив, у раним фазама језика, бива подведен под датив-локатив. Један изворни падеж, генитив множине -ан пронађен је као неправилност у ранијим текстовима, као и множина инструментала на -ит. Неколико именица, такође, формирају овај одступајући локатив, који није имао посебан наставак.
Пример речи pišna – човек, за заједнички род и pēda – место, за средњи род, овде су коришћене да покажу деклинацију хетитских именица на најосновнији начин:
|               | Заједнички род | Заједнички род |         | Средњи род | Средњи род | Средњи род |
|               | Једнина        | Множина        | Једнина | Множина    |            |            |
| Номинатив     | pišnaš         | pišnēš         | pēdan   | pēda       |            |            |
| Акузатив      | pišnan         | pišnuš         | pēdan   | pēda       |            |            |
| Ергатив       | pišnanza       | pišnantēš      | pēdanza | pēdantēš   |            |            |
| Вокатив       | pišne          | pišne          | –       | –          |            |            |
| Генитив       | pišnaš         | pišnaš         | pēdaš   | pēdaš      |            |            |
| Датив-локатив | pišni          | pišnaš         | pēdi    | pēdaš      |            |            |
| Аблатив       | pišnaz         | pišnaz         | pēdaz   | pēdaz      |            |            |
| Алатив        | pišna          | –              | pēda    | –          |            |            |
| Инструментал  | pišnit         | pišnit         | pēdit   | pēdit      |            |            |

### Глаголи
Морфологија глагола је мање компликована него код раних индоевропских језика, попут старогрчког и санскрита. Глаголи хетитског језика мењају се према две генералне конјугације (ми-конјугације и хи-конјугације), два стања (актив и средњи пасив), два начина (индикативни начин и императив) и два времена (садашње - презент и претерит). Глаголи имају две инфинитивне форме, глаголску именицу и партицип. Роуз (2006.) прави листу од 132 хи-глагола и интерпретира хи/ми опозиције као остатке система граматичких стања („центрипетално“ vs. „центрифугално“)

#### Ми-конјугација
Ми-конјугација слична је општој парадигми глаголске конјугације у санскриту и такође може да буде поређена са падежима ми-глагола у старогрчком. Следећи пример користи глагол ēš-/aš- „бити“:
|          | индикатив                             | императив                            |
| -------- | ------------------------------------- | ------------------------------------ |
| презент  | ēšmi ēšši ēšzi ešuwani *eštani ašanzi | ašallu ēšt eštu ēšuwani ēšten ašantu |
| претерит | ešun ēšt ēšuwen ēšten ešer            |                                      |

## Синтакса
Хетитски језик има следећи редослед речи у реченици: субјекат - објекат - глагол и синтетички је језик. Апозиције следе своје допуне, придеви и генитиви претходе именицама на које се односе, прилози претходе глаголима, а подређене клаузуле претходе главним.

### Речници
- Goetze, Albrecht (1954). “Review of: Johannes Friedrich, Hethitisches Wörterbuch (Heidelberg: Winter)”, Language 30, pp. 401–5.
- Kloekhorst, Alwin. Etymological Dictionary of the Hittite Inherited Lexicon. Leiden–Boston: Brill, 2008.
- Puhvel, Jaan (1984–). Hittite Etymological Dictionary. 10 vols. Berlin: Mouton de Gruyter.
- Sturtevant, Edgar H. (1931). “Hittite glossary: words of known or conjectured meaning, with Sumerian ideograms and Accadian words common in Hittite texts”, Language 7, no. 2, pp. 3–82., Language MonographNo. 9.
- The Chicago Hittite Dictionary

### Граматике
- Sturtevant, Edgar H. A. (1933, 1951). Comparative Grammar of the Hittite Language. Rev. ed. New Haven: Yale University Press, 1951. First edition: 1933.
- Sturtevant, Edgar H. A (1940). The Indo-Hittite laryngeals. Baltimore: Linguistic Society of America.

### Текстови
- Goetze, Albrecht & Edgar H. Sturtevant The Hittite Ritual of Tunnawi. New Haven: American Oriental Society. 1938.
- Sturtevant, Edgar H. A., & George Bechtel A Hittite Chrestomathy. Baltimore: Linguistic Society of America. 1935.